# Finn-Olletärnarna S
Finn-Olletärnarna S är en sjö i Laxå kommun i Västergötland och ingår i Motala ströms huvudavrinningsområde. Sjöns area är 0,06 kvadratkilometer och den är belägen 160,7 meter över havet.